# Ljubomir Stanisic
Ljubomir Stanisic (Sarajevo, 8 de junho de 1978) é um chefe de cozinha natural da antiga Jugoslávia, atual Bósnia e Herzegovina, radicado em Portugal desde 1997. Apesar de ser de etnia sérvia, diz que não se sente sérvio, mas sim jugoslavo.

## Biografia
Admitido no curso de Engenharia Química Alimentar, pouco estudava.
Stanisic chegou a Portugal a 31 de Agosto de 1997, e empregou-se numa cozinha. Passado algum tempo, procurou o "chef" Vítor Sobral e, em 2003 estava a trabalhar como "subchef" no restaurante Fortaleza do Guincho.
Desempregado, em 2004 abriu em Cascais o seu primeiro restaurante, o "100 Maneiras", e publicou o seu primeiro livro, o "100 Maneiras Cascais". O estabelecimento funcionou até à falência, em 2008. Sem nada, o mesmo teve que pedir ajuda a um grande amigo para lhe emprestar dinheiro, para se poder alimentar, mas por pouco tempo, e visto que essa vida, 3 meses depois (já em 2009) a casa reabriu no Bairro Alto, em Lisboa, inaugurando um novo conceito: um menu único de degustação, alta gastronomia a preços acessíveis.
Em 2010, a participação no Festival Lumière (Montreal, Canadá) deu-lhe a inspiração para o "Bistro 100 Maneiras", inaugurado também em Lisboa, no antigo "Bacchus", um edifício histórico no Chiado, tornado uma referência incontornável na restauração da cidade.
Vindo a ser considerado "um dos cozinheiros mais criativos a trabalhar em Portugal", no Verão de 2011 tornou-se conhecido do grande público com a participação como jurado na primeira edição do programa de televisão "Masterchef Portugal", na RTP1.
Em Setembro, abriu o seu terceiro restaurante, o "Nacional 100 Maneiras", destinado a receber grupos e eventos. O mês de Novembro ficou marcado pela edição do seu segundo livro, "Papa-quilómetros - Uma caminhada pela gastronomia portuguesa" que acabou por ser distinguido com dois prémios mundiais: um da Academia Internacional de Gastronomia, outro o Gourmand World Cookbook Awards.
Em 2012, os direitos de "Papa-quilómetros" foram adquiridos Fox Internacional e tornou-se um programa de televisão gravado em três línguas (inglês, português, e sérvio) e exibido nos canais Fox um pouco por toda a Europa.
Em 2012, o "Bistro 100 Maneiras" foi um dos quatro restaurantes escolhidos por Anthony Bourdain para integrar o episódio dedicado a Lisboa da conceituada série "No Reservations'".
Em 2013 embarcou com a família numa autocaravana, no projeto "Papa-quilómetros Europa", percorrendo a Europa com o objetivo de conhecer a gastronomia dos diferentes países.
De volta a Portugal, tornou-se o primeiro "chef" português a lançar uma app para iPhone e iPad, com as receitas de "Papa-quilómetros".
É consultor gastronómico do hotel "Six Senses Douro Valley" e, em junho de 2017, passou a acumular as funções de chef consultor do restaurante Sem Porta, no hotel Sublime Comporta.

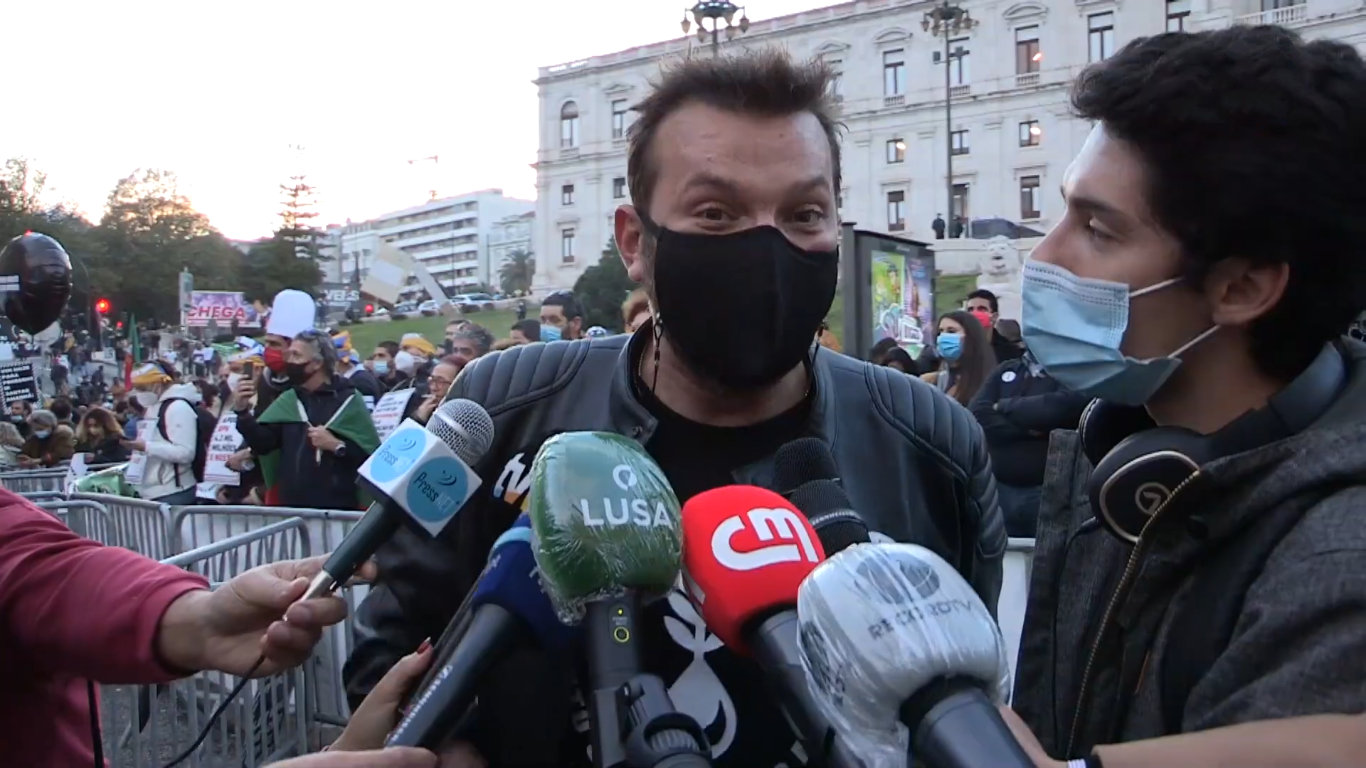
Ljubomir Stanisic fala com jornalistas durante manifestação junto à Assembleia da República, em novembro de 2020

Em 2017 voltou à televisão como apresentador do programa "Pesadelo na Cozinha", na TVI. O programa é uma adaptação, concebida num modelo de "reality show", do formato britânico "Ramsay's Kitchen Nightmares", estrelado pelo chef Gordon Ramsay, que visava revolucionar negócios na restauração que estavam à beira do abismo, tornando-os rentáveis. Neste programa ganhou grande mediatismo, tendo alcançado audiências médias de 1,5 milhões de telespectadores nas noites de domingo. A segunda temporada teve a sua estreia no dia 9 de Setembro de 2018. A 1 de Dezembro de 2019 foi apresentado o primeiro episódio da terceira temporada.
A 27 de novembro de 2020, juntamente com oito outros empresários do setor da restauração, iniciou uma greve de fome junto à Assembleia da República Portuguesa, de forma a reivindicar que estes sejam recebidos pelo Primeiro-Ministro, António Costa, ou pelo Ministro de Estado, da Economia e da Transição Digital, Pedro Siza Vieira, de forma a pedir medidas de apoio para a restauração, no âmbito do grande impacto da pandemia de COVID-19 neste setor. Ao sexto dia de greve, foi hospitalizado devido a ter sofrido um episódio de hipoglicemia, tendo regressado posteriormente ao protesto. A greve de fome terminou, após decisão do grupo, depois destes terem sido recebidos pelo Presidente da Câmara Municipal de Lisboa, Fernando Medina, numa reunião onde foram definidas medidas para apoiar o setor da restauração.
Em 2024 lidera três restaurantes em Lisboa: 100 Maneiras, com uma estrela Michelin, Bistro 100 Maneiras e Carnal.
Em março de 2025, Ljubomir Stanisic foi designado como o embaixador da plataforma online de jogos de casino BacanaPlay. O anúncio coincidiu com o lançamento da campanha de publicidade "Dá um play na tua vida" com Stanisic num anúncio televisivo com estilo do Oeste, produzido pelos Martians. O papel de embaixador marca a expansão da presença pública de Stanisic, para além do mundo da culinária, para o entretenimento digital.

## Televisão
| Ano         | Projeto                             | Papel              | Notas                                      | Canal |
| ----------- | ----------------------------------- | ------------------ | ------------------------------------------ | ----- |
| 2011        | MasterChef Portugal                 | Ele Próprio        | Apresentador                               | RTP1  |
| 2017        | Pesadelo na Cozinha 1               | Ele Próprio        | Apresentador                               | TVI   |
| 2018        | Pesadelo na Cozinha 2               | Ele Próprio        | Apresentador                               | TVI   |
| 2019 - 2020 | Pesadelo na Cozinha 3               | Ele Próprio        | Apresentador                               | TVI   |
| 2020 - 2021 | O Clube                             | Oleksandr Chernoff | Participação Especial (Série da SIC: OPTO) | SIC   |
| 2021        | Ljubomir Stanisic - Coração na Boca | Ele Próprio        | Protagonista (Documentário da SIC: OPTO)   | SIC   |
| 2021        | Hell's Kitchen 1                    | Ele Próprio        | Apresentador                               | SIC   |
| 2022        | Hell's Kitchen 2                    | Ele Próprio        | Apresentador                               | SIC   |
| 2023        | Hell's Kitchen - Famosos 1          | Ele Próprio        | Apresentador                               | SIC   |
| 2024        | Hell's Kitchen - Famosos 2          | Ele Próprio        | Apresentador                               | SIC   |

## Prémios
Desde a abertura do primeiro "100 Maneiras", Ljubomir Stanisic conquistou vários prémios:
- "Melhor Chefe de Cozinha do Ano 2005" pela revista Nectar;
- "Restaurante do Ano 2005" pela Revista de Vinhos;
- "Medalha de Mérito Empresarial e Desenvolvimento da Cultura e Turismo 2007" atribuída pela Câmara Municipal de Cascais;
- "Melhor restaurante de cozinha contemporânea 2007" pela revista Veja;
- O título de "um dos cozinheiros mais criativos a trabalhar em Portugal" em 2007, pelo crítico Rafael Santos
- "Top 20" no Guia de Restaurantes da Time Out Lisboa 2013.
- "Melhor Restaurante do Mundo 2017" atribuído pela Revista Monocle
- "Personalidade do Ano na Gastronomia 2017"

## Obra
Publicou "Papa Quilómetros – Uma Caminhada Pela Gastronomia Portuguesa" (Leya/Casa das Letras, 2011), que lhe valeu o prémio da Academia Internacional de Gastronomia e do Gourmand World Cookbook Awards.
Uma viagem de um ano em família, em 2012, na autocaravana "Manuela", que percorreu 15 mil quilómetros por 12 países europeus, resultou na publicação de "Papa-Quilómetros Europa - Amor e uma autocaravana. Viagens pela gastronomia", combinando 30 receitas dos países percorridos com dezenas de crónicas, escritas por Mónica Franco.